# 德特山

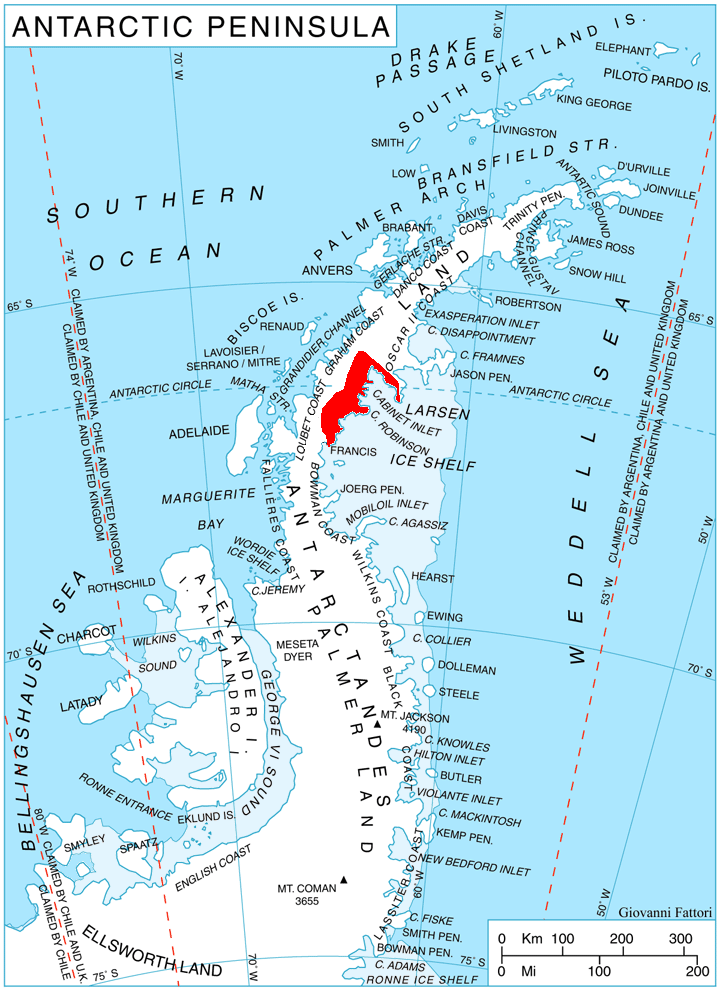

德特山（英語：Mount Dater），是南極洲的山峰，位於葛拉漢地的弗因海岸，海拔高度1,200米，處於米爾灣以南，英國研究隊在1947年測量該山峰，現時由南極條約體系管理。